# Эллиль-нацир II
Эллиль-нацир II (аккад. Enlil-nāṣir; пер. «Бог Энлиль — хранитель/защитник») — правитель Ассирии, сын Ашшур-раби I, брат и преемник Ашшур-надин-аххе I, по списку царей Ассирии он правил 6 лет. Его правление датируется 1430—1425 годами до н. э.
Правитель очень малоизвестен. Принадлежащих ему царских надписей обнаружено не было.